# Segona divisió espanyola de futbol 1945-1946
Resum de l'activitat de la temporada 1945-1946 de la Segona divisió espanyola de futbol.

## Clubs participants
| Club                   | Ciutat               | Estadi                |
| ---------------------- | -------------------- | --------------------- |
| Real Betis Balompié    | Sevilla              | Heliópolis            |
| SD Ceuta               | Ceuta                | Campo de Deporte      |
| RCD Córdoba            | Còrdova              | El Arcángel           |
| RC Deportivo La Coruña | La Corunya           | Riazor                |
| Club Ferrol            | Ferrol               | Inferniño             |
| Gimnàstic de Tarragona | Tarragona            | Avinguda de Catalunya |
| Granada CF             | Granada              | Los Cármenes          |
| Jerez FC               | Jerez de la Frontera | Domecq                |
| CD Mallorca            | Palma                | Es Fortí              |
| Reial Societat         | Sant Sebastià        | Atotxa                |
| CD Sabadell FC         | Sabadell             | Creu Alta             |
| UD Salamanca           | Salamanca            | El Calvario           |
| Real Santander SD      | Santander            | El Sardinero          |
| Zaragoza FC            | Saragossa            | Torrero               |

## Classificació
| Pos | Equip                   | PJ | PG | PE | PP | GF | GC | DG  | Pts | Promoció, classificació o descens |
| --- | ----------------------- | -- | -- | -- | -- | -- | -- | --- | --- | --------------------------------- |
| 1   | Sabadell (C, P)         | 26 | 14 | 7  | 5  | 50 | 29 | +21 | 35  | Ascens a Primera Divisió          |
| 2   | Deportivo La Coruña (P) | 26 | 14 | 5  | 7  | 38 | 28 | +10 | 33  | Ascens a Primera Divisió          |
| 3   | Gimnàstic               | 26 | 12 | 5  | 9  | 50 | 46 | +4  | 29  | Promoció d'ascens                 |
| 4   | Granada                 | 26 | 12 | 5  | 9  | 49 | 35 | +14 | 29  |                                   |
| 5   | Real Córdoba            | 26 | 13 | 3  | 10 | 36 | 34 | +2  | 29  |                                   |
| 6   | Reial Societat          | 26 | 12 | 3  | 11 | 46 | 33 | +13 | 27  |                                   |
| 7   | Ferrol                  | 26 | 10 | 5  | 11 | 39 | 52 | −13 | 25  |                                   |
| 8   | Mallorca                | 26 | 8  | 9  | 9  | 37 | 39 | −2  | 25  |                                   |
| 9   | Real Santander          | 26 | 11 | 2  | 13 | 56 | 51 | +5  | 24  |                                   |
| 10  | Zaragoza                | 26 | 10 | 4  | 12 | 44 | 53 | −9  | 24  |                                   |
| 11  | Real Betis              | 26 | 10 | 4  | 12 | 41 | 40 | +1  | 24  |                                   |
| 12  | Jerez (R)               | 26 | 9  | 4  | 13 | 43 | 59 | −16 | 22  | Promoció de descens               |
| 13  | Salamanca (R)           | 26 | 8  | 4  | 14 | 41 | 48 | −7  | 20  | Descens a Tercera Divisió         |
| 14  | Ceuta (R)               | 26 | 8  | 2  | 16 | 35 | 58 | −23 | 18  | Descens a Tercera Divisió         |

## Resultats
| Casa \ Fora         | CEU | DEP | GIM | GRA | MAL | COR | RFE | RAC | BET | RSO | SAB | SAL | XER | ZAR |
| ------------------- | --- | --- | --- | --- | --- | --- | --- | --- | --- | --- | --- | --- | --- | --- |
| Ceuta               | —   | 1–2 | 1–1 | 2–3 | 4–0 | 1–2 | 1–2 | 1–3 | 2–1 | 2–1 | 5–2 | 1–0 | 2–1 | 3–0 |
| Deportivo La Coruña | 3–0 | —   | 1–3 | 1–1 | 2–2 | 1–0 | 3–1 | 3–1 | 1–0 | 1–0 | 2–0 | 3–3 | 4–1 | 5–2 |
| Gimnàstic           | 4–1 | 2–0 | —   | 3–3 | 1–1 | 5–1 | 1–0 | 4–1 | 4–1 | 2–4 | 0–1 | 3–0 | 1–1 | 6–0 |
| Granada             | 2–0 | 1–2 | 2–1 | —   | 1–2 | 2–0 | 6–3 | 2–0 | 0–1 | 4–1 | 2–2 | 4–1 | 4–1 | 3–1 |
| Mallorca            | 1–2 | 0–0 | 3–0 | 3–2 | —   | 1–0 | 0–1 | 4–2 | 2–2 | 1–1 | 0–2 | 2–0 | 3–0 | 1–1 |
| Real Córdoba        | 4–1 | 2–0 | 0–1 | 2–0 | 1–0 | —   | 3–0 | 4–2 | 2–0 | 3–0 | 0–0 | 1–1 | 3–0 | 2–0 |
| Ferrol              | 1–1 | 0–1 | 0–2 | 1–0 | 1–1 | 6–0 | —   | 2–1 | 2–2 | 2–2 | 3–1 | 4–2 | 3–2 | 1–0 |
| Real Santander      | 4–0 | 0–1 | 6–0 | 3–2 | 3–1 | 1–2 | 2–2 | —   | 4–0 | 4–0 | 2–2 | 4–2 | 2–1 | 4–2 |
| Real Betis          | 2–1 | 1–0 | 6–1 | 1–2 | 2–3 | 2–3 | 4–0 | 3–2 | —   | 1–0 | 0–1 | 3–0 | 2–2 | 4–0 |
| Reial Societat      | 4–0 | 2–0 | 5–0 | 1–1 | 2–1 | 3–1 | 4–0 | 0–1 | 3–1 | —   | 0–2 | 1–0 | 2–0 | 1–2 |
| Sabadell            | 3–1 | 2–0 | 3–1 | 0–0 | 1–1 | 2–0 | 2–3 | 5–0 | 0–0 | 1–0 | —   | 5–1 | 7–2 | 1–1 |
| Salamanca           | 4–1 | 0–0 | 1–3 | 0–1 | 3–1 | 0–0 | 6–1 | 2–1 | 0–1 | 2–0 | 3–1 | —   | 2–0 | 4–1 |
| Jerez               | 3–0 | 2–0 | 4–1 | 1–0 | 1–1 | 4–0 | 1–0 | 4–3 | 1–0 | 0–7 | 1–2 | 4–3 | —   | 4–4 |
| Zaragoza            | 5–1 | 1–2 | 0–0 | 2–1 | 4–2 | 1–0 | 4–0 | 2–0 | 4–1 | 1–2 | 1–2 | 2–1 | 3–2 | —   |

| Golejador       | Gols | Equip          |
| --------------- | ---- | -------------- |
| José Saras      | 20   | Real Santander |
| Mariano Uceda   | 20   | Zaragoza       |
| Lluís Barceló   | 14   | Gimnàstic      |
| Antonio Vázquez | 13   | Sabadell       |
| Trompi          | 13   | Granada        |

| Porter            | Gols | Partits | Mitjana | Equip               |
| ----------------- | ---- | ------- | ------- | ------------------- |
| Juan Acuña Naya   | 28   | 26      | 1.08    | Deportivo La Coruña |
| Ricard Pujol      | 29   | 26      | 1.12    | Sabadell            |
| Luis Martín       | 27   | 24      | 1.13    | Real Córdoba        |
| Román Galarraga   | 28   | 23      | 1.22    | Reial Societat      |
| Josep Maria Martí | 28   | 20      | 1.4     | Granada             |

## Promoció d'ascens
| 19 de maig de 1946 | Espanyol | 0-0     | Gimnàstic | Barcelona                      |  |
|                    |          | Informe |           | Montjuïc · De la Riva Bastos · |  |

| 26 de maig de 1946 | Espanyol                              | 3-0     | Gimnàstic | Barcelona                      |  |
|                    | Diego 34' · Hernández 42' · Calvo 82' | Informe |           | Montjuïc · De la Riva Bastos · |  |

## Promoció de descens
| 29 de juny de 1946 | Barakaldo         | 2-0     | Jerez | Madrid                          |  |
|                    | Gárate 107', 117' | Informe |       | Metropolitano · Álvarez Pérez · |  |

## Resultats finals
- Campió: Centre d'Esports Sabadell Futbol Club.
- Ascens a Primera divisió: CE Sabadell FC, RC Deportivo de La Coruña.
- Descens a Segona divisió espanyola de futbol: CE Alcoià, Hèrcules CF.
- Ascens a Segona divisió: CD Málaga, Llevant UE, CD Barakaldo Altos Hornos.
- Descens a Tercera divisió: Jerez CF, UD Salamanca, SD Ceuta.